# Néstor Ortigoza
Néstor Ezequiel Ortigoza (San Antonio de Padua, 1984. október 7. –) argentin-paraguayi labdarúgó, a San Lorenzo középpályása.